# ميخائيل هاريس (شاعر)
ميخائيل هاريس هو مترجم وشاعر كندي، ولد في 1944.